# Belsand
Belsand é um cidade no distrito de Sitamarhi, no estado indiano de Bihar.

## Geografia
Belsand está localizada a 26° 27′ N, 85° 24′ L. Tem uma altitude média de 55 metros (180 pés).

## Demografia
Segundo o censo de 2001, Belsand tinha uma população de 17.821 habitantes. Os indivíduos do sexo masculino constituem 53% da população e os do sexo feminino 47%. Belsand tem uma taxa de literacia de 33%, inferior à média nacional de 59,5%; com 66% para o sexo masculino e 34% para o sexo feminino. 19% da população está abaixo dos 6 anos de idade.